# Річард Александр Фуллертон Пенроуз молодший
Річард Александр Фуллертон Пенроуз молодший (англ. Richard Alexander Fullerton Penrose Jr.; 17 грудня 1863 — 31 липня 1931), більше відомий протягом своєї кар'єри як Р. А. Ф. Пенроуз молодший, був американським гірничим геологом і підприємцем.
Він походив із відомої філадельфійської родини британського походження. Його братами були американський сенатор Бойс Пенроуз, гірничий інженер Спенсер Пенроуз і гінеколог Чарльз Бінгем Пенроуз, а дідом був американський політик Чарльз Б. Пенроуз.
Пенроуз у 1885 році здобув ступінь доктора філософії Гарварду за роботу над фосфатами. Пізніше він виконував геологічні дослідження в Техасі та Арканзасі до 1892 року, а потім подорожував країною як маркшейдер. Найвідомішим було його дослідження Кріпл-Крік, штат Колорадо, для Геологічної служби США. Пенроуз утримувався від купівлі або інвестування в шахти в районі Кріпл-Крік через те, що він вважав своєю етичною відповідальністю як співробітника USGS, але купував і інвестував у шахти в інших місцях, включаючи срібні та мідні шахти в Арізоні.
У 1903 році його брати і батько були інвесторами, які заснували Utah Copper Company.
Після смерті свого батька в 1908 році Пенроуз повністю змінив кар'єру, використовуючи свої знання як гірничого геолога, щоб досягти успіху як інвестор у гірничу промисловість і як підприємець в інших сферах. Накопичивши значний капітал завдяки цим зусиллям, Пенроуз заснував Медаль Пенроуза Геологічного товариства Америки (GSA) у 1927 році.
Пенроуз був дуже активним членом GSA: він був обраний членом GSA в 1889 році, служив у Раді GSA з 1914 по 1916 рік, був віце-президентом GSA в 1919 році, членом Фінансового комітету з 1924 по 1929 рік і президентом GSA в 1930 році. Після своєї смерті в 1931 році він залишив щедрий спадок GSA, а решту його маєтку після більш дрібних заповітів розділив порівну між Геологічним товариством Америки та Американським філософським товариством у Філадельфії: майже 4 мільйони доларів пішли кожному (приблизно еквівалентно $80 млн у 2023 році). Заповідання Пенроуза служить для підтримки програми грантів на дослідження Геологічного товариства Америки.
Пенроуз також був одним із засновників і президентом Товариства економічних геологів (SEG), створеного в 1920 році членами GSA, які особливо цікавилися економічною геологією. У 1923 році Пенроуз заснував Золоту медаль Пенроуза, що вручається SEG на знак визнання «надзвичайно оригінальної роботи в галузі наук про Землю» упродовж усієї кар'єри.
У 1905 році Пенроуз був обраний членом Американського філософського товариства. У 1922—1926 роках Пенроуз був президентом Академії природничих наук Філадельфії.
У 2006 році Пенроуз був включений до Національної зали слави гірничої справи США.